# Les Touches
Les Touches är en kommun i departementet Loire-Atlantique i regionen Pays de la Loire i nordvästra Frankrike. Kommunen ligger i kantonen Nort-sur-Erdre som tillhör arrondissementet Châteaubriant. År 2022 hade Les Touches 2 619 invånare.

## Befolkningsutveckling
Antalet invånare i kommunen Les Touches
| Referens: INSEE |